# Вадкерт
Вадкерт (угор. Vadkert) — невелике природне озеро, що розташоване неподалік від містечка Шольтвадкерт в Угорщині. Площа озера становить приблизно 0,7 км². Перші згадки про це озеро зустрічаються у військових картах 1780 року. Довгий час воно було висушене. Одне з популярних місць відпочинку в Угорщині. Озеро відоме своєю чистою водою і великими пляжами. Має подібні риси як в озера Балатон, але відпочинок тут дешевший та менше людей. Озеро з одного берега призначене для рибалки, а з іншого для купання і сімейного відпочинку, де розташовані пляжі, бунгало, кілька ресторанів.

## Святкові заходи
Щорічно в травні проходить зліт клубу угорських байкерів, проводяться рок-концерти і різноманітні фестивалі та заходи. У першу неділю липня: винний фестиваль, театр, а також програми просто неба. В останні вихідні липня: Пивний фестиваль просто неба, а також рок — концерти. 20 серпня: день Святого Стефана — покровителя Угорщини, фестивалі, феєрверки.